# Čestný kříž Norské policie
Čestný kříž Norské policie (norsky Politiets hederskors) je norské státní vyznamenání založené roku 2001. Udílen je příslušníkům policie i civilistům za mimořádnou službu či významnou pomoc policii. Udělen může být i cizincům.

## Historie a pravidla udílení
Medaile byla založena dne 14. září 2001. Udílena je policejním ředitelem příslušníkům policie za výjimečný vynalézavý čin v nebezpečných podmínkách při snaze o prevenci ztrát na životech nebo poškození majetku. Může být udělena i policistům, kteří prokázali osobní schopnosti a odvahu nad rámec své povinnosti. Udělena může být také in memoriam policistům, kteří zahynuli při výkonu služby. Kříž může být udělen i dalším osobám, které nejsou příslušníky policie včetně cizinců za jejich mimořádně záslužnou pomoc norské policii. V roce 2012 bylo udílení tohoto vyznamenání přerušeno. Obnoveno bylo roku 2019, kdy ji obdržel bývalý státní zástupce Tor-Aksel Busch.
Kříž může být každé osobě udělen pouze jednou a za stejný čin nesmí být uděleno jiné norské vyznamenání. Medaile může být nošena jak na norských policejních tak vojenských uniformách. Kromě medaile je vyznamenaným udílen i diplom, dosvědčující udělení tohoto ocenění. Medaile se stává majetkem oceněného a po jeho smrti náleží jeho dědicům.
V hierarchii norských vyznamenání se nachází na 17. místě a je ekvivalentní s Čestným kříže civilní obrany a Čestným křížem obrany. Výše je v systému postavena Nansenova medaile za vynikající výzkum a níže pak Služební medaile obrany s vavřínovou ratolestí.

## Popis medaile
Vyznamenání má tvar pozlaceného bíle smaltovaného kříže o rozměrech 45 × 45 mm, který je ke stuze připojen pomocí stylizovaných dubových listů. Na přední straně je uprostřed znak Norské policie, tedy zlatý lev na červeně smaltovaném štítu. Kříž je položen na zlatém věnci. Na zadní straně je nápis v latině HONOR ET MERITUM. Zadní strana je bez smaltu.
Stuha široká 35 mm je černá se dvěma žlutými proužky širokými 2 mm při obou okrajích. Vzdálenost mezi proužky je 1 mm.